# Beskvarndammen
Beskvarndammen är en sjö i Vetlanda kommun i Småland och ingår i Emåns huvudavrinningsområde. Sjön är 2 meter djup, har en yta på 0,05 kvadratkilometer och är belägen 206 meter över havet.